# Bernd Stichler
Bernd Stichler, auch Berndt Stichler (* 1946) ist ein deutscher Schauspieler und Regisseur.

## Leben
Über das Leben des 1946 geborenen Bernd Stichler (manchmal auch Berndt Stichler) sind nur lückenhafte Informationen vorhanden. Sein Schauspielstudium an der Staatlichen Schauspielschule Berlin beendete er 1972 erfolgreich. Neben gelegentlichen Auftritten in Spielfilmen und Fernsehserien war er vorrangig ein Theaterschauspieler. So hatte er unter anderem Engagements am Friedrich-Wolf-Theater Neustrelitz, am Städtischen Theater Karl-Marx-Stadt, auf der Kleinen Bühne des Berliner Friedrichstadt-Palastes Das Ei, im Berliner Theater unterm Dach, auf den Bühnen der Stadt Nordhausen, dem Staatsschauspiel Dresden, dem Stadttheater Bremerhaven sowie am Staatstheater Cottbus. Auch sind einige Regiearbeiten von Bernd Stichler bekannt, so in Halle (Saale), Rudolstadt und Nordhausen.

## Filmografie
- 1975: Aus meiner Kindheit
- 1976: Hostess
- 1978: Polizeiruf 110: Schuldig (Fernsehreihe)
- 1980: Armer Ritter (Theateraufzeichnung)
- 1980: Grenadier Wordelmann (Fernsehfilm)
- 1982: Familie Rechlin (Fernseh-Zweiteiler)
- 1986: Neumanns Geschichten (Fernsehserie, 5 Episoden)
- 1988: Polizeiruf 110: Amoklauf
- 1996: Tatort: Wer nicht schweigt, muß sterben (Fernsehreihe)
- 1998: Hallo, Onkel Doc! (Fernsehserie, 1 Episode)
- 2005: Im Namen des Gesetzes (Fernsehserie, 1 Episode)

## Theater

### Schauspieler
- 1972: Bertolt Brecht: Herr Puntila und sein Knecht Matti (Attaché) – Regie: Rudolf Penka (Berliner Arbeiter-Theater)
- 1977: Helmut Sakowski: Die Verschworenen (Lindow) – Regie: Erhard Kunkel (Friedrich-Wolf-Theater Neustrelitz)
- 1977: William Shakespeare: Ein Sommernachtstraum  – Regie: Christian Bleyhoeffer (Friedrich-Wolf-Theater Neustrelitz)
- 1978: Peter Hacks: Armer Ritter (Armer Ritter) – Regie: Irmgard Lange (Opernhaus Karl-Marx-Stadt)
- 1978: William Shakespeare: Macbeth – Regie: Piet Drescher (Städtische Theater Karl-Marx-Stadt)
- 1979: Henrik Ibsen: Die Frau vom Meer (Dr. Wangel) – Regie: Annegret Hahn (Städtische Theater Karl-Marx-Stadt)
- 1981: Juri Tynjanow: Sekondeleutnant Aberder (Zar Paul) – Regie: Horst Hawemann (Das Ei Berlin)
- 1982: Karl von Holtei: Ein Achtel vom großen Loose – Regie: Siegfried Höchst (Das Ei in der Brüderstraße 13 Berlin)
- 1988: Walter Bauer: Hiob – Regie: Frieder Venus (Theater unterm Dach Berlin)
- 1988: Christoph Hein: Passage – Regie: Lutz Graf (Bühnen der Stadt Nordhausen)
- 1991: Georg Seidel: Villa Jugend (Neitzel) – Regie: Lutz Graf (Staatsschauspiel Dresden)
- 1992: William Shakespeare: König Lear (Herzog von Albanien) – Regie: Horst Schönemann (Staatsschauspiel Dresden – Schauspielhaus)
- 1992: Arthur Miller: Talfahrt – Regie: Irmgard Lange (Staatsschauspiel Dresden)
- 1998: Henrik Ibsen: Peer Gynt (Prof. Dr. Begrifflichkeit/König der Trolle) – Regie: Wolfgang Hofmann (Stadttheater Bremerhaven)
- 2000: Thomas Bernhard: Die Macht der Gewohnheit – Regie: Werner Gerber (Stadttheater Bremerhaven – Kleines Haus)
- 2001: Heinrich von Kleist: Das Käthchen von Heilbronn (Theobald Friedeborn) – Regie: Wolfgang Hofmann (Stadttheater Bremerhaven)
- 2005: Frei nach Brüder Grimm: Dornröschen (Onkel Oggeldog, Frosch 1) – Regie: Marlis Hirche/Oliver Dassing (Thalia Theater (Halle))
- 2009: Henrik Ibsen: Ein Volksfeind (Aslaksen) – Regie: Christian Schlüter (Staatstheater Cottbus)
- 2010: Carl Zuckmayer: Der Hauptmann von Köpenick (Wabschke) – Regie: Peter Kupke (Staatstheater Cottbus in der Alvensleben-Kaserne)
- 2010: John Murray/Allen Boretz: Room Service (Zimmerkellner Sasha Smirnoff) – Regie: Katja Paryla (Staatstheater Cottbus)
- 2013: Ben Jonson: Volpone oder der Fuchs (Volpones Diener Mosca) – Regie: Frieder Jonas (Hexenkessel Hoftheater Berlin)

### Regisseur
- 1983: Walentin Rasputin: Rudolfino – Regie mit Frieder Venus (Theater Rudolstadt)
- 1984: Ljudmila Petruschewskaja: Zwei Fensterchen – Regie mit Frieder Venus (Landestheater Halle)